# Phanerotoma novaehebridensis
Phanerotoma novaehebridensis är en stekelart som beskrevs av Herbert Zettel 1990. Phanerotoma novaehebridensis ingår i släktet Phanerotoma och familjen bracksteklar. Inga underarter finns listade i Catalogue of Life.